# Preddvor
Preddvor je naselje u slovenskoj Općini Preddvoru. Preddvor se nalazi u pokrajini Gorenjskoj i statističkoj regiji Središnjoj Sloveniji. 
Mjesto je poznato po Dvorcu Preddvor, crkvi sv. Petra i po masovnoj grobnici iz Drugog svjetskog rata. Polazište je za planinarske pohode posebno na vrh Storžič (2123 m).

## Stanovništvo
Prema popisu stanovništva iz 2002. godine naselje je imalo 829 stanovnika.